# ユジャ・ワン
ユジャ・ワン (中国語: 王 羽佳、Yuja Wang、1987年2月10日 - ）は、中国出身のピアニスト。

## 概要
6歳からピアノを習い始め、北京の中央音楽学院、フィラデルフィアのカーティス音楽院で学ぶ。2000年代後半より世界各地の指揮者やオーケストラと共演、ドイツ・グラモフォンでの録音もおこない、技巧、表現、公演におけるカリスマ性ともに高く評価されている。また、グラモフォン賞などいくつもの賞を受賞している。おもなレパートリーとしてはラフマニノフやプロコフィエフ、スクリャービンといったロシアの近現代音楽が挙げられるが、ベートーヴェンやシューマン、モーツァルトやバッハなどのドイツのバロック・古典派・ロマン派・現代音楽の作曲家にも取り組んでいる。

## 来歴

### カーティス音楽院卒業まで
1987年2月10日にパーカッショニストの父とダンサーの母のもと、北京の音楽一家に生まれる。両親が結婚祝いとして貰ったピアノでメロディに親しみはじめ、6歳よりピアノのレッスンを開始した。母からはダンサーとなることを望まれていたが、体が硬かったため挫折したという。また、パーカッショニストだけでなく譜面起こしの仕事もしていた父はリズムに厳しく、完璧であることを求められたとも語っている。ピアニストになることを意識し始めたのは7、8歳のころであるという。
7歳のときより3年間北京の中央音楽学院にて学んだ。このころはブラームス以前の標準的なレパートリーに取り組み、曲を細部まで完璧に仕上げるよう指導されたという。1999年に12歳で奨学金を得て、カナダのカルガリーのマウント・ロイヤル・カレッジにおけるモーニング・サイド・ミュージック・サマー・プログラムに当時最年少で参加。2001年には仙台国際音楽コンクールで3位に入賞。同年にはマウント・ロイヤル・カレッジにフルタイムで通い始め、スタインウェイ・アーティストにも選ばれている。15歳からはアメリカ合衆国フィラデルフィアのカーティス音楽院にてゲイリー・グラフマンに師事したほか、レオン・フライシャー
の薫陶も受けた。また17歳のときにはマイケル・ティルソン・トーマスと出会い、以降師と仰ぐことになる。
この間2002年に、アスペン音楽祭のコンチェルト・コンペティションで優勝を果たし、翌年デイヴィッド・ジンマン指揮のチューリッヒ・トーンハレ管弦楽団の共演でヨーロッパ・デビューを果たしている。2005年にはラドゥ・ルプの代役としてピンカス・ズーカーマン指揮の国立芸術センター管弦楽団と共演し、メジャー・コンサート・デビューを果たした。さらに2007年3月には、マルタ・アルゲリッチの代役としてシャルル・デュトワ指揮のボストン交響楽団と共演、カーティス音楽院を卒業した翌2008年にはマレイ・ペライアの代役も務め、21歳で世界的な名声を獲得した。

### カーティス音楽院卒業後
2009年にドイツ・グラモフォンと契約し、ショパン、スクリャービン、リスト、リゲティの楽曲を演奏した『ソナタ&エチュード』を発表。同年には、ロレックスの文化大使にも選ばれている。その後2011年にカーネギー・ホールにて、ソロ・リサイタル・デビューとなる公演をおこなった。
2011年以降も、2012年のサンフランシスコ交響楽団とのアジア・ツアーや2019年のシュターツカペレ・ドレスデンとのツアーなど、大御所から若手まで数多くの指揮者のもと世界各地のオーケストラと共演。2017年にはミュージカル・アメリカ年間最優秀アーティストに選ばれ、同年以降マーラー室内管弦楽団およびヨーロッパ室内管弦楽団において弾き振りもおこなっている。2018年の『ベルリン・リサイタル』が高い評価を受けるなど、ドイツ・グラモフォンでのスタジオおよびライブでの協奏曲・室内楽・独奏曲の録音も継続的におこなっており、複数の賞を獲得している。

## 評価と発言

### 演奏について
幼少時にはピアノ教師から手が小さすぎるためプロのピアニストになるのは難しいと言われており、成人後も小柄であるが、彼女の演奏はそれを感じさせないと評されている。超絶技巧を要する曲を正確に弾きこなすだけでなく、深い洞察力や新鮮な解釈、情緒的な表現においても評価されている。 パーカッショニストである父の影響もあり、しばしば優れたリズム感覚について指摘される。また、対位法の明快な解釈を評価する批評もある。また下田 (2017, pp. 66f.) は、ショパン『ピアノ・ソナタ第2番』の演奏が論理的かつシリアスであると評し、ピアニスト像の目標としてピエール＝ローラン・エマール、ミハイル・プレトニョフ、グリゴリー・ソコロフ、アルトゥーロ・ベネデッティ・ミケランジェリ、ウラディミール・ホロヴィッツを挙げていることからも派手な外見と演奏マナーとは裏腹の大変真面目な部分が見えると述べている。
ステージにおけるドラマティックで活気あふれるカリスマ的な魅力についても、耳の肥えた聴衆からクラシック初心者まで幅広く好評を博している。躍動的な演奏は、アスリートさながらと評されることもある。またソロ・リサイタルにおいては、しばしば直前まで数度に渡って演奏曲目を変更することでも知られている。なおIsacoff (2017) によると、彼女自身は批評家の意見は気にしないと述べている。

### 作曲家や他の音楽家について
幼少時、母がチャイコフスキーの《白鳥の湖》のリハーサルをしているのを見た経験が、ロシアの作品への愛着へと繋がっている。また、9歳のころに音楽プレイヤーを手に入れてからは、マウリツィオ・ポリーニやアルトゥール・ルービンシュタインの弾くショパン、ヴィルヘルム・フルトヴェングラー指揮のベートーヴェンなどロマン派的な音楽にもLPレコードで親しんだ。
フィネーン (2013) によるインタビューでは、プロコフィエフ、ラフマニノフ、スクリャービンといったロシアの作曲家の情熱的で多彩な魅力について語るとともに、ベートーヴェンやモーツァルト、バッハなどのドイツ古典派以前の作品についてはじっくりと腰を据えて徹底的に取り組みたいと、両者をロック・コンサートと講義の違いに例えて語っている。いずれにしても譜読みには時間を掛け、基本的なアプローチは変わらないが、ものになるまでどれだけ時間がかかるかは作曲家によって異なるという。2018年のイギリス版ヴォーグ誌によるインタビューにおいても、作曲家は作品を書くのに多くの時間を費やしたのだから、私たちがそれを何年もかけて解読するのは正しいことであると述べている。
上記以外に敬愛するピアニストとしてはヴィルヘルム・ケンプ、 アルトゥル・シュナーベル、エフゲニー・キーシンを挙げている。Kustanczy (2019) によるインタビューでは、チェリストのゴーティエ・カピュソンについて、相手がなにも言わずとも一緒に呼吸するだけで自然に音楽が流れ、そのような他の音楽家は亡きクラウディオ・アバドだけであったと語っている。公演前にはロックを聴き、公演後にはバーに電子音楽を聴きに行こうとするなど、クラシック音楽以外にも関心を持っており、2013年時点でキース・ジャレット、レディオヘッド、ブラック・アイド・ピーズ、ザーズ、スティング を、2017年時点ではリアーナ、レディー・ガガ、ブルーノ・マーズを好きなミュージシャンとして挙げている。

### その他

#### 思想やほかの芸術ジャンルについて
中国のテレビ番組に出演した際には、中国人であることを誇りに思っており、禅をおこなっているほか道教についても学びたいと語っている。また『論語』を原文で読むほか、ゲーテの『ファウスト』や村上春樹も愛読している。
Vankin (2017) によるインタビューでは、自分にとって音楽とは女優のように別の生き方に移るためのものであり、音楽を営んでいなくてもほかの手段で同じようなことを追究していただろうと語っている。また、写真を撮ることやユニバーサル・スタジオの大作映画が好きであるとも述べている。

#### ファッションについて
タイトなミニ・スカートやハイヒールなどで演奏に臨むことでも知られており、エルベ・レジェのボディ・コンシャスなドレスやクリスチャン・ルブタンのピンヒール、アルマーニなどを好んでいる。彼女のステージ・ファッションは賛否双方で評価されている。
Kovan (2017) によるインタビューでは、クラシック音楽における堅苦しいドレス・コードやルールは、音楽の演奏自体とは関係なく、自分はそれを壊したのだと語っている。一方で自分自身にとっては、ファッションは身につけると音楽へと変容し自信を与えてくれるものであるともいう。また、小柄であるため体に合うドレスを見つけるのが難しいとも述べている。Wigler (2017) によるインタビューでは、デザイナーたちをとても愛しており、彼女／彼らの服を身につけているとスタンウェイのフル・コンサート・グランドの前でも自分が小さいとは感じないと語っている。
2016年には、アルマーニのキャンペーン「Yesと言える女性のサークル」に5人の女性の1人として取り上げられている。また2019年には、リモワのキャンペーン「Never Still」においても起用されている。

## ディスコグラフィー
| タイトル 発売年、レーベル 備考 | 収録曲 |
| --- | --- |
| 第１回 仙台国際音楽コンクール 入賞者記念アルバム 2001年、音楽之友社 - CD1 #3 –# 6、ワン・ユーチィア名義 - 予選での演奏 | - ショパン ：12の練習曲 作品10 ：第8番ヘ長調、第2番イ長調 - ラフマニノフ ：絵画的練習曲《音の絵》作品39 ：第1曲ヘ短調 - リスト ：超絶技巧練習曲 S.139 ：第5番「鬼火」 - モーツァルト ：ピアノ協奏曲イ長調 K414 ：第1楽章 |
| ソナタ＆エチュード 2009年、DG - クラシックＦMグラモフォン ・アワード新人賞 - グラミー賞 最優秀クラシック・インストゥルメンタル・ソロ部門ノミネート                                                                           | - ショパン：ピアノ・ソナタ第2番 作品35 - リゲティ ：練習曲：第4番「ファンファーレ」 、第10番「魔法使いの弟子」 - スクリャービン ：ピアノ・ソナタ第2番 - リスト：ピアノ・ソナタ イ短調 S.178 - モーツァルト（ヴォロドス 編曲）：トルコ行進曲（日本盤ボーナス・トラック） |
| トランスフォーメーション 2010年、DG - エコー・クラシック 年間新人賞受賞 。 | - ストラヴィンスキー ：ペトルーシュカからの3楽章 - スカルラッティ ：ピアノ・ソナタ K380、K455、K466 - ブラームス ：パガニーニの主題による変奏曲 作品35 - ラヴェル ：ラ・ヴァルス |
| ラフマニノフ：ピアノ協奏曲第2番、パガニーニ狂詩曲 2011年、DG - クラウディオ・アバド 指揮、マーラー室内管弦楽団 - ライブ録音 - グラミー賞 最優秀クラシック・インストゥルメンタル・ソロ部門ノミネート                          | - ラフマニノフ - パガニーニの主題による狂詩曲 作品43 - ピアノ協奏曲第2番ハ短調 作品18 - V.R.のポルカ |
| ファンタジア 2012年 、DG | - ラフマニノフ： - 絵画的練習曲《音の絵》 作品39：第6曲変ホ短調、第4曲ロ短調、第5曲変ホ短調 - 幻想的小曲集 作品3番 ：第1曲「悲歌」 - スカルラッティ：ピアノ・ソナタ K455 - グルック （ズガンバーティ 編曲）：オルフェオとエウリディーチェ ：第2幕より「オルフェオのメロディ(精霊の踊り) 」 - アルベニス ：イベリア、12の新しい印象 第2集：第3曲トリアーナ - ビゼー （ホロヴィッツ 編曲）：カルメンの主題による変奏曲 - シューベルト （リスト編曲）：糸を紡ぐグレートヒェン D118 - ヨハン・シュトラウス2世 （シフラ 編曲）：トリッチ・トラッチ・ポルカ 作品214 - ショパン：ワルツ嬰ハ短調 作品64の2 - デュカス （スタウ 編曲）：交響的スケルツォ《魔法使いの弟子》 - スクリャービン - 24の前奏曲 作品11 ：第11番ロ長調、第12番ト短調 - 6つの前奏曲 作品13 ：第番ロ短調 - 12の練習曲 作品8 ：第9番嬰ト短調 - 2つの詩曲 ：第1番嬰ヘ長調 - サン＝サーンス （リスト&ホロヴィッツ編曲）：死の舞踏 作品40 - ユーマンス （テイタム 編曲）：二人でお茶を（日本盤ボーナス・トラック） |
| ラフマニノフ：ピアノ協奏曲第3番、プロコフィエフ：ピアノ協奏曲第2番 2013年 、DG - グスターボ・ドゥダメル 指揮 、シモン・ボリバル交響楽団 - ライブ録音                                                                         | - ラフマニノフ：ピアノ協奏曲第3番ニ短調 作品30 - プロコフィエフ：ピアノ協奏曲第2番ト短調 作品16 |
| Summer in February 2013年、DG - ベンジャミン・ウォルフィッシュ指揮、ザ・チェンバー・オーケストラ・オブ・ロンドン（英語: The Chamber Orchestra of London）                                                                    | - ベンジャミン・ウォルフィッシュ：映画『2月の夏』のサウンドトラック |
| ラヴェル：ピアノ協奏曲集 2015年 、DG - リオネル・ブランギエ 指揮、チューリヒ・トーンハレ管弦楽団 | - ラヴェル - ピアノ協奏曲ト長調 - 左手のためのピアノ協奏曲 ニ長調 - フォーレ ：バラード嬰ヘ長調 作品19（英語版） |
| ベルリン・リサイタル 2018年 、DG - ライブ録音 - グラモフォン賞器楽部門受賞 - グラミー賞 最優秀クラシック・インストゥルメンタル・ソロ部門ノミネート ※ YouTubeにおいて全曲がドイツ・グラモフォンによりアップロードされている。 | - ラフマニノフ - 10の前奏曲 作品23 ：第5番ト短調 - 13の前奏曲 ：第10番ロ短調 - 絵画的練習曲《音の絵》 ：第1曲 ハ短調、第3曲 ハ短調 - スクリャービン：ピアノソナタ第10番 作品70 - リゲティ：ピアノのための練習曲 ：第3番 《妨げられた打鍵》、第9番 《眩暈》、第1番 《無秩序》 - プロコフィエフ：ピアノ･ソナタ第8番変ロ長調 作品84 |
| The Berlin Recital – Encores 2018年、DG - ライブ配信 - ダウンロード、ストリーミング配信のみ | - カプースチン：8つの演奏会用練習曲：第3曲トッカティーナ - シューマン（カール・タウジヒ編曲）：スペインの歌遊び 作品74：密輸入者 - チャイコフスキー：《白鳥の湖》作品20：第2幕より第13曲 白鳥たちの踊り - プロコフィエフ：ピアノ・ソナタ第7番変ロ長調 作品83 第3楽章 |
| ブルー・アワー 2019年、DG - アンドレアス・オッテンザマー（クラリネット） - #1、 #5–#15 | - ブラームス：6つの小品 作品118：第2曲イ長調 - メンデルスゾーン：無言歌集 - 《さすらい人》作品30-4、《ヴェネツアの舟歌 第2》作品30-6、 - 《失われた幻影》作品67-2、《巡礼の歌》作品67-3、 - 《家もなく》作品102-1 - ウェーバー：協奏的大二重奏曲変ホ長調 作品48 |
| ショパン、フランク 2019年、エラート - ゴーティエ・カピュソン（チェロ） | - フランク：ヴァイオリン・ソナタ イ長調 FWV 8 - ショパン： - 序奏と華麗なるポロネーズハ長調 作品3 - チェロ・ソナタ ト短調 作品65 - ピアソラ：ル・グラン・タンゴ |
| Rachmaninov: Cello Sonata in G Minor, Op. 19 2020年、DG - リン・ハレル（チェロ） - 2008年ライブ録音 | - ラフマニノフ：チェロ・ソナタト短調 作品19 |
| ジョン・アダムズ：Must The Devil Have All The Good Tunes? 2020年 、DG - グスターボ・ドゥダメル指揮、ロサンゼルス・フィルハーモニック ※ YouTubeにおいて第1楽章がドイツ・グラモフォンによりアップロードされている。            | - アダムズ - 悪魔は全ての名曲を手にしなければならないのか? - 中国の門々 |

## 主な受賞歴
- 2001年 ：仙台国際音楽コンクール 第3位、審査委員特別賞[13]。
- 2002年 ：アスペン音楽祭 コンチェルト・コンペティション優勝[3] 。
- 2006年：ギルモア・ヤング・アーティスト賞（英語版）[注 8]受賞[43]。
- 2009年：グラモフォン賞ヤング・アーティスト・オブ・ジ・イヤー受賞[38]。
- 2011年：エコー・クラシック年間新人賞受賞[5]。
- 2017年 ：ミュージカル・アメリカ（英語版） 年間最優秀アーティスト受賞[10]。
- 2019年：グラモフォン賞器楽部門受賞[41]。
- 2009年、2011年、2018年、2019年：グラミー賞クラシック・インストゥルメンタル・ソロ部門ノミネート[39]。

## 主な公演歴

### 2000年代
- 2003年、チューリッヒ でデイヴィッド・ジンマン の指揮チューリッヒ・トーンハレ管弦楽団 との共演によるベートーヴェン のピアノ協奏曲第4番 を演奏し、ヨーロッパデビューを果たした。
- 2005-06シーズンに、オタワ でラドゥ・ルプー の代役としてピンカス・ズーカーマン 指揮によるベートーヴェンの協奏曲を演奏し北米デビューを飾った。
- 2006-2007年、ニューヨーク・フィルハーモニック 、ヒューストン交響楽団 、シカゴ交響楽団 、サンフランシスコ交響楽団 、NHK交響楽団 、オランダ にてサンクトペテルブルク・フィルハーモニー交響楽団 、北京 にて中国フィルハーモニック管弦楽団 、サンタフェ室内楽音楽祭 にて広州交響楽団 と共演した。
- 2007年、3月8日から3月の13日まで4回の定期演奏会において、伝説的なピアニストマルタ・アルゲリッチ がボストン交響楽団 との共演を取りやめたため、代役として出演[17] 。シャルル・デュトワ 指揮の下チャイコフスキー のピアノ協奏曲第1番 を演奏し、非常に好ましい批評を得た[12] 。
- 2008年1月21日、アナーバー の Hill Auditorium で演奏し、スタンディングオベーションに応えて3度アンコール演奏（グルック のオルフェオ のメロディー、モーツァルト のトルコ行進曲 、リムスキー＝コルサコフ の熊蜂の飛行 （ジョルジュ・シフラ 編曲））した。
- 2008年4月2日、ボストン・シンフォニーホール で、元々マレイ・ペライア の演奏予定だったコンサートにてアカデミー室内管弦楽団 と共演した。
- 2008年ヴェルビエ音楽祭 で演奏し喝采を得た。

### 2010年代
- 2019年3月7日、グスターボ・ドゥダメル指揮のロサンジェルス・フィルハーモニックとともに、ジョン・アダムズの『悪魔は全ての名曲を手にしなければならないのか?（英語版）』を世界初演[44]。Banno (2019) から「彼女が詩的な感性と花火のような眩しさの双方において印象的であることが再び証明された」との評価を得た。また，アンコールで演奏した同作曲家の「中国の門々（英語版）」についてはVittes (2019) によって、雨のように鮮烈な演奏であったと評された。

### 来日公演

#### 2000年代
- 2006年 11月、ロリン・マゼール 指揮のニューヨーク・フィルハーモニック 来日公演においてリスト のピアノ協奏曲第1番 を演奏。
- 2007年 1月、シャルル・デュトワ 指揮によるNHK交響楽団 定期演奏会でプロコフィエフ のピアノ協奏曲第2番 を演奏。
- 2008年12月17 、18日 、シャルル・デュトワ指揮によるNHK交響楽団第1636回定期演奏会でラフマニノフ のパガニーニの主題による狂詩曲 を演奏。17日の演奏はテレビ放映された。

#### 2010年代
- 2011年 3月ピアノリサイタル、4日 武蔵野市民文化会館 、5日 紀尾井ホール 、6日 名古屋電気文化会館
  - 演奏曲目
    - ラフマニノフ：コレルリの主題による変奏曲 作品42
    - シューベルト：ピアノソナタ第19番ハ短調 D958
    - スクリャービン：前奏曲ロ長調 作品11-11
    - 同：前奏曲ロ短調 作品13-6
    - 同：前奏曲嬰ト短調 作品11-12
    - 同：練習曲嬰ト短調 作品8-9
    - 同：詩曲第1番 作品32-1
    - メンデルスゾーン（ラフマニノフ編）：『夏の夜の夢』から「スケルツォ」
    - サン＝サーンス（ホロヴィッツ編）：『死の舞踏』作品40
    - ビゼー（ホロヴィッツ編）：カルメンの主題による変奏曲

  - 3公演共通のアンコール曲
    - モーツァルト （ヴォロドス編）：トルコ行進曲

- 2012年 11月マイケル・ティルソン・トーマス 指揮サンフランシスコ交響楽団 と共に来日。
  - 演奏曲目
    - ラフマニノフ：パガニーニの主題による狂詩曲 作品43
    - プロコフィエフ：ピアノ協奏曲第2番ト短調 作品16

- 2013年 4月水戸、東京、横浜、京都、さいたま、横浜でピアノ・リサイタル。スクリャービン、プロコフィエフ、ラフマニノフのソナタなどを演奏した。
- 2013年6月シャルル・デュトワ指揮ロイヤル・フィルハーモニー管弦楽団 と共に来日し、ショパン のピアノ協奏曲第1番 を共演した。
- 2013年12月チェリストのゴーティエ・カピュソン と共に来日し、羽島と東京でデュオ・リサイタル。ショスタコーヴィチ 、ラフマニノフのチェロソナタなどを共演した。
- 2014年 12月にチェリストのゴーティエ・カピュソンとのデュオ・リサイタルとシャルル・デュトワ指揮NHK交響楽団との共演のために来日。デュオ・リサイタルではドビュッシー、プロコフィエフ、ラフマニノフ、ブラームスのチェロ・ソナタ を演奏。シャルル・デュトワ指揮NHK交響楽団との共演ではファリャ の交響的印象『スペインの庭の夜 』、ラヴェル のピアノ協奏曲ト長調 を演奏。
- 2015年 11月にグスターボ・ヒメノ 指揮ロイヤル・コンセルトヘボウ管弦楽団 とともに来日。京都 、名古屋 、東京 でチャイコフスキー のピアノ協奏曲第2番ト長調 を披露した。
- 2016年 9月に東京など5都市でリサイタル。シューマン ：クライスレリアーナ 作品16 、ベートーヴェン：ピアノ・ソナタ第29番変ロ長調 作品106「ハンマークラヴィーア」 などを演奏。
- 2016年11月にマイケル・ティルソン・トーマス指揮サンフランシスコ交響楽団と共に来日。ショパン：ピアノ協奏曲第2番ヘ短調 作品21 、ショスタコーヴィチ：ピアノ協奏曲第1番ハ短調 作品35 を共演した。

## 主な共演者
※以下特記のない限りDG (2018)、BSO (n.d.)ないしKAJIMOTO (n.d.) による。

### 指揮者
- クルト・マズア
- ロリン・マゼール
- クラウディオ・アバド
- ロジャー・ノリントン
- デイヴィッド・ジンマン[12][15]
- シャルル・デュトワ
- ユーリ・テミルカーノフ
- ダニエル・バレンボイム
- マイケル・ティルソン・トーマス
- ピンカス・ズーカーマン[16]
- ヴァレリー・ゲルギエフ
- マンフレート・ホーネック[45]
- アントニオ・パッパーノ
- フランツ・ウェルザー＝メスト
- ヤープ・ヴァン・ズヴェーデン
- ダニエレ・ガッティ
- キリル・ペトレンコ
- ヤニック・ネゼ＝セガン
- ミッコ・フランク
- ピエタリ・インキネン
- グスターボ・ドゥダメル
- サントゥ＝マティアス・ロウヴァリ
- ミルガ・グラジニーテ＝ティーラ
- リオネル・ブランギエ

### オーケストラ
*は弾き振りを含むことを意味する。
ヨーロッパ
イギリス

ドイツ

その他

アジア

北アメリカ

南アメリカ

多国籍
YouTubeシンフォニー・オーケストラ

### ソリスト
- リン・ハレル（チェロ）[40]
- マティアス・ゲルネ（バリトン）
- レオニダス・カヴァコス（ヴァイオリン）
- ゴーティエ・カピュソン（チェロ）
- マーティン・グラビンガー（英語版）（パーカッション）
- アンドレアス・オッテンザマー（英語版）（クラリネット）[40]